# Jan Erik Narvestad
Jan Erik Narvestad (...) è un ex sciatore alpino norvegese.

## Biografia
Sciatore polivalente, Jan Erik Narvestad fece parte della nazionale norvegese negli anni 1970 e vinse la medaglia d'oro nella combinata ai Campionati norvegesi 1976; non prese parte a rassegne olimpiche e non ottenne piazzamenti di rilievo in Coppa del Mondo o ai Campionati mondiali.

## Palmarès

### Campionati norvegesi
- 3 medaglie[senza fonte]:
  - 1 oro (combinata nel 1976)[2]
  - 1 argento (slalom speciale nel 1976)
  -  1 bronzo (slalom gigante nel 1976)[senza fonte]